# Leopold von Ledebur

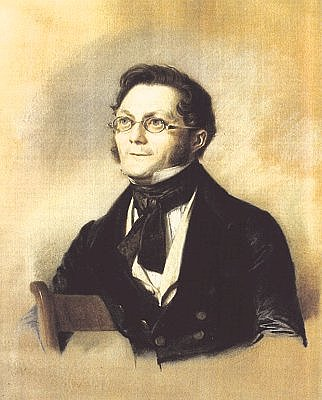
Leopold von Ledebur.

Leopold Karl Wilhelm August von Ledebur, född 2 juli 1799 i Berlin, död 17 november 1877 i Potsdam, var en tysk friherre, genealog och heraldiker.
Ledebur var i yngre år militär och 1832–75 direktör för kungliga preussiska konstkammaren. Han skrev bland annat flera monografier rörande Tysklands äldre geografi samt utgav "Allgemeines Archiv für die Geschichtskunde des preussischen Staats" (21 band, 1830–36) och Adelslexikon der preussischen Monarchie (tre band, 1854–57).